# 제품화지원센터
제품화지원센터(Center for Drug Development Assistance)는 신약 개발의 연구 단계에서부터 기획 및 진행 지원을 통하여 원활한 제품화를 촉진하기 위하여 설립된 대한민국 식품의약품안전처 식품의약품안전평가원 소속기관으로 제품화지원센터장(4급)은 서기관ㆍ기술서기관ㆍ보건연구관 또는 공업연구관으로 보한다. 충청북도 청주시 청원구 오송읍 오송생명2로 187 (연제리 643) 오송보건의료행정타운 내에 위치하고 있다.

## 주요 업무
- 생물ㆍ생명공학의약품, 의약품, 생약의 품질, 약리, 독성, 임상, 통계에 대한 제품화 기술상담
- 신약개발 연구의 제품화를 위한 기술상담 및 조사ㆍ연구
- 식품ㆍ의약품등의 허가 관련 교육과정 개발 및 운영 등 교육ㆍ홍보
- 식품ㆍ의약품등의 국내외 허가, 규제 관련 법령 및 지침서 등 정보 제공
- 식품ㆍ의약품등의 국외 허가 관련 기술지원 및 상담